# Сябры
«Сябры» (з біл. — «Друзі, Товариші») — відомий білоруський вокально-інструментальний ансамбль, що виконує фолк- та поп- музику. Заснований у 1974 році, володар безлічі нагород та відзнак.

## Історія
Музичний колектив «Сябры» був створений у 1972 році при Гомельської філармонії. Офіційним роком створення вважається 1974 рік, проте назва ансамблю з'явилася у 1973 році. Влітку 1975 року Валентину Бадьярову було запропоновано стати керівником колективу. Посаду він прийняв у 1976 році, згодом музичний колектив «Сябры» отримав статус вокально-інструментального ансамблю та поповнився музикантом Миколою Підгірним з Ленінграда (Санкт-Петербург) та солістом-тенором Віталієм Червоним із Одеси.
1977 року ВІА «Сябры» став лауреатом Всесоюзного конкурсу радянської пісні, присвяченого 60-річчю Жовтневої революції, вони співали пісню «Гімн Землі» Олександри Пахмутової.
У 1978 році виходить спершу міні-альбом «Кася», який складався з трьох пісень, а згодом і перший повноформатний альбом групи під назвою «Всем на планете».
Того ж року композитор з Барнаула Олег Іванов написав пісню «Девушка из Полесья», яка згодом стане відома як «Алеся» («Олеся»). Спочатку композитор пропонував цю пісню для ансамблю «Песняры», але музикальний редактор телебачення Ольга Молчанова переконала композитора запропонувати пісню «Алеся» Валентину Бадьярову для ансамблю «Сябры», так як у «Піснярів» вже була пісня з такою назвою композитора Ігоря Лученка. В його аранжуванні пісня згодом з'явилася у репертуарі «Сябрів». Її прем'єра вперше відбулась в 1978 р. на Центральному Телебаченні в передачі «Шире круг», та потім на Телевізійному конкурсі «С песней по жизни» («З піснею по життю»), на якому ансамбль отримав звання «лауреата». Ці виступи принесли відомість та популярність колективу у всьому СРСР. Ансамбль часто стає гостем всіляких радіо та телепередач. Білдержтелебаченням був знятий музичний фільм про «Сябрів» — «Ты одна любовь» («Ти одне кохання»).
В 1981 році Анатолій Ярмоленко змінив Валентина Бадьярова на посаді художнього керівника колективу. Бадьяров був відсторонений від роботи, разом із ним були звільнені музикант Анатолій Гордієнок, соліст Володимир Шалько, а потім пішли Черкасов, Жиляк, Хіловець, Авдєвич, Синьогрибов, Коляда, Червоний, Балабанов та ще ряд музикантів.
В 1981 році колектив із піснею «Алеся» вийшов у фінал фестивалю «Пісня-81».
Ще одною всенародно відомою піснею колективу стала пісня «Вы шумите, берёзы!» («Ви шуміть, берези!»), яку білоруський композитор Едуард Ханок написав у 1983 році. Слова пісні були написані в 1954 році білоруським поетом Нилом Гілевичем.
Із 1990 по 2002 рік в складі ансамблю «Сябры», у ролі конферансьє, виступав відомий білоруський кіноактор Володимир Станкевич.
За час своєї діяльності «Сябры» виходили на сцени багатьох престижних концертних залів колишнього Радянського Союзу. Багато гастролювали за кордоном. Неодноразово бували в США, Індії, Польщі, Німеччині, Фінляндії, у країнах Азії, Африки та Латинської Америки.

## Пісні
Нижче представлений не повний список пісень ансамблю;
- «Бежин луг»
- «Нежность» («Ніжність»)
- «Тополиный сон» («Тополиний сон»)
- «Калинушка» («Калинонька»)
- «Птицы мои, птицы» («Птахи, мої птахи»)
- «Гулять, так гулять!» («Як гуляти, так гуляти»)
- «Шестиструнная гитара», («Шестиструнна гітара»)
- «Земляки» («Земляки»)
- «По лугу женщина бродила» («По лузі жінка бродила»)
- «Полька белорусская»
- «Переживём»
- «Три березы» («Три берези»)
- «Белорусские девчата» («Білоруські дівчата»)

## Заслуги, досягнення, нагороди
- 1976 р. — ВІА «Сябры» став Лауреатом премії Ленінського комсомолу БССР
- 1977 р. — колектив став лауреатом Всесоюзного конкурсу радянської пісні, присвяченій 60-річчю Жовтневої революції
- 1979 р. — колектив став лауреатом Всесоюзного телевізійного конкурсу «С песней по жизни» («З піснею по життю»)
- 1981 р. — ансамбль «Сябры» із піснею «Алеся» взяв участь у Всесоюзному телевізійному фестивалі «Песня года — 81» (Пісня року-81)
- 1984 р. — премія Ленінського комсомолу Білорусії.
- 2005 р. — подяка Президента Білорусі об'явлена артистам ансамблю «Сябры».
- 2006 р. — за ініціативою генерального продюсера ансамблю Артура Цомая була закладена імена зірка на «Площі зірк» у ГЦКЗ «Росія» в Москві.
- Міністерство культури Республіки Білорусь, нагородило всіх учасників ансамблю «Сябры» почесними знаками «За внесок в розвиток культури Білорусії»
- Рішенням Правління Благодійного Фонду Святителя Миколи Чудотворця артисти ансамблю нагороджені Орденом Святителя Миколи, Архієпископа Мірлікійского, Чудотворця, за увагу до справ милосердя та благодійної діяльності.
- 2008 р. — «Сябрам» надане почесне звання «Заслужений колектив Республіки Білорусь».
- 2008 р. — в Московському міжнародному Домі музики, ансамблю «Сябры» була присуджена перша музикальна національна премія в області патріотичного виховання «Голос Отечества» («Голос Відчизни»).

## Дискографія
Колектив випустив 8 вінілових платівок-гігантів та ряд міні-платівок.

#### Вінілові платівки
- 1978 — Всем на планете («Всім на планеті»)
- 1980 — Ты — одна любовь («Ти одне кохання»)
- 1982 — Живая вода («Жива вода»)
- 1983 — Давнее («Давнє»)
- 1984 — Шумите, берёзы («Шуміть, берези»)
- 1985 — Судьбе спасибо («Долі спасибі»)
- 1986 — Есть на свете ты («Є на світі ти»)
- 1986 — Далёкий свет («Далекий світ»)

#### CD / DVD
Випущений ряд компакт-дисків, більшість з яких являють собою збірники та компіляції.
- 1995 — Пісни Олега Іванова
- 1995 — The Best
- 2000 — «От Алеси до Алеси» («Від Олесі до Олесі»)
- 2001 — «Оглянись» (соліст В. Рязанов)
- 2001 — «Сябры» (серія «Звёзды эстрады»)
- 2001 — «Ваши самые любимые песни» («Ваші найбільш улюблені пісні»)
- 2001 — «Наши песни» («Наші пісні»)
- 2002 — «Имена на все времена» («Імена на всі часи»)
- 2003 — «Живи и здравствуй» («Живий та будь здоровий»)
- 2004 — Grand Collection
- 2008 — Твори Ігоря Лученка виконує ансамбль «СЯБРЫ»
- 2009 — «Grand Collection»
- 2009 — «Моя дорога»
- 2010  — «Сваяк» («Свояк»)
- 2013 — «Где калина цвела» («Де калина цвіла»)

## Новітній склад ансамблю
Станом на 2017 рік в ансамбль входять:
- Анатолій Ярмоленко — соліст, керівник.
- Алеся (дочка Ярмоленка — солістка.
- Миколай Володимирович Сацура — композитор, вокаліст, клавішник, аранжирувальник. Заслужений діяч мистецтв республіки Білорусь.
- Олександр Камлюк — сола-гітара, вакал.
- Сергій Герасімов — соліст, акустична гітара, скрипка.
- Св'ятослав Ярмоленко — бас-гітарист, клавішник, вокаліст, мастеринг.
- Валерій Падуков — соліст, бас-гітара, вокал.
- Богдан Карпов — клавішник.
- Артур Цомая — ударні, генеральний продюсер ансамблю.
- Андрій Єліашкевич — звукооператор.